# Upstyledown
Upstyledown è il secondo album della band  australiana pop punk 28 Days, pubblicato nel 2000 dalla Linus Entertainment.

## Tracce
1. The Bird
2. Know The Score
3. Sucker
4. Jedi Vs The Krust
5. Goodbye
6. Time For Us To Leave
7. Rip It Up
8. Song For Jasmine
9. I Remember
10. Spicy Fingers
11. Rollin Gang
12. What You Know
13. Don't Touch My Turntables
14. Deadly Like
15. Information Overload
16. Kill The Fake (seshoo)

## Formazione
- Jay Dunne - voce
- Simon Hepburn - chitarra
- Damian Gardiner - basso
- Adrian Griffin - batteria